# The Dream Calls for Blood
The Dream Calls for Blood – siódmy album studyjny trashmetalowego zespołu Death Angel wydany 11 października 2013 roku przez wytwórnię Nuclear Blast.

## Lista utworów
Autorami utworów, jeśli nie podano inaczej, są Rob Cavestany i Mark Osegueda.
1. „Left for Dead” – 5:31
2. „Son of the Morning” – 4:02
3. „Fallen” – 4:41
4. „The Dream Calls for Blood” – 4:11
5. „Succubus” – 4:27
6. „Execution / Don't Save Me” – 4:39
7. „Caster of Shame” – 3:37
8. „Detonate” – 4:42
9. „Empty” – 4:58
10. „Territorial Instinct / Bloodlust” (Cavestany) – 6:37
11. „Heaven and Hell (cover Black Sabbath)” – 6:48

## Twórcy
| Death Angel - Mark Osegueda – wokal - Rob Cavestany – gitara, wokal, produkcja, miksowanie - Ted Aguilar – gitara - Damien Sisson – gitara basowa - Will Carroll – perkusja Gościnnie - Jason Suecof – gitara prowadząca (9) | Personel - Jason Suecof – produkcja, realizacja nagrań, inżynieria dźwięku, miksowanie - Ronn Miller – inżynieria dźwięku (asystent) - Eyal Levi – inżynieria dźwięku - Ted Jensen – mastering - Brent Elliott White – projekt okładki - Nick Koljian – zdjęcia - "Iron" Mike Savoia – zdjęcia - Luca Bóta – zdjęcia - Chris Kentzell – zdjęcia - Stephanie Cabral – zdjęcia - Ruth Mampuys – zdjęcia |